# Zastava Italije
Zastava Italije se sastoji od triju jednako širokih okomitih pruga zelene, bijele, i crvene boje. Skupa s talijanskom himnom, zastava je simbol Italije.
Prva se talijanska zastava prihvatila 1797. godine, kao zastava države Repubblica Cispadana (Cispadanska Republika). Zastava je onda imala vodoravne pruge; crvena na vrhu, bijela u sredini i zelena na dnu. Grb se nalazio po sredini zastave.
Repubblica Cispadana i Repubblica Transpadana (Lombardska Republika) su se udružile 1798. godine u Cisalpinsku Republiku. Zastava je prihvaćena i samim tim postaje talijanska zastava tek od 1947. godine. 

## Vanjske poveznice
- quirinale.it
- Flags of the World